# Bebi Marcel·lí
Bebi Marcel·lí (en llatí Baebius Marcellinus) va ser un edil romà (no se sap si plebeu o curul) l'any 203 aC.
Per una raó pueril, va ser injustament condemnat a mort i executat, segons diu Dió Cassi.